# Коваленко Людмила Вікторівна
Людмила Вікторівна Коваленко (26 червня 1989) — українська легкоатлетка, спеціаліст з бігу на довгі дистанції, призерка чемпіонатів Європи.
Срібну медаль континентальної першості Людмила виборола на чемпіонаті Європи 2012, що проходив у Гельсінкі.

## Особисті рекорди
- 1500 м: 4:16,82, 2 липня 2010, Донецьк
- 3000 м: 9:10,79, 16 серпня 2011, Вінниця
- 5000 м: 15:10,28, 28 травня 2012, Ялта
- 10 000 м: 33:24,80, 30 травня 2011, Ялта